# Tinea translucens
Tinea translucens är en fjärilsart som beskrevs av Edward Meyrick 1917. Tinea translucens ingår i släktet Tinea och familjen äkta malar. Inga underarter finns listade i Catalogue of Life.